# Singorojo (Singorojo)
Singorojo is een bestuurslaag in het regentschap Kendal van de provincie Midden-Java, Indonesië. Singorojo telt 4320 inwoners (volkstelling 2010).